# Schefflera glabrata
Schefflera glabrata är en araliaväxtart som först beskrevs av Carl Sigismund Kunth, och fick sitt nu gällande namn av David Gamman Frodin. Schefflera glabrata ingår i släktet Schefflera och familjen araliaväxter. Inga underarter finns listade.